# 인천중산중학교
인천중산중학교(仁川中山中學校)는 대한민국 인천광역시 중구 중산동에 있는 공립 중학교이다.

## 학교 연혁
- 2017년 2월 20일 : 인천시 의회 의결, 설립인가
- 2018년 1월 5일 : 인천중산중학교 건설 착공
- 2018년 2월 1일 : 인천광역시시립학교 설치 조례 부칙(제5922로) 공포
- 2019년 1월 29일 : 인천중산중학교 건설 준공
- 2019년 3월 1일 : 초대 김동진 교장 취임
- 2019년 3월 4일 : 인천중산중학교 개교 1학년 13학급(328명), 2학년 6학급(117명), 3학년 5학급(97명)
- 2020년 2월 7일 : 제1회 졸업식 5학급(108명)
- 2024년 1월 5일 : 제5회 졸업식 8학급(졸업생 총 222명)
- 2024년 3월 4일 : 제6회 입학식 10학급(340명)
- 2024년 9월 1일 : 제3대 문성곤 교장 취임

## 참고 자료
- 인천중산중학교 - 한국교육학술정보원 학교알리미